# Real Noroeste Capixaba Futebol Clube
Il Real Noroeste Capixaba Futebol Clube, noto anche semplicemente come Real Noroeste, è una società calcistica brasiliana con sede nella città di Águia Branca, nello stato dell'Espírito Santo.

## Storia
Il club è stato fondato il 9 aprile 2008. È stato finalista della Copa Espírito Santo nel 2010, dove è stato sconfitto in finale dal Vitória. Il Real Noroeste ha partecipato al Campeonato Capixaba Série B nel 2011. Il club ha vinto la Copa Espírito Santo nel 2011, dopo aver sconfitto il Desportiva in finale, e nel 2013, dopo aver sconfitto il Cachoeiro in finale. Il club è stato eliminato al primo turno della Coppa del Brasile 2012 dall'Ipatinga.

## Palmarès

### Competizioni statali
- Campionato Capixaba: 2

2021, 2022
- Copa Espírito Santo: 4

2011, 2013, 2014, 2019

### Altri piazzamenti
- Campionato Capixaba:

Semifinalista: 2013